# Etienne Barbara
Pour les articles homonymes, voir Barbara (homonymie).
Étienne Barbara est un footballeur international maltais né le 10 juin 1982 à Pietà. Il évoluait au poste d'attaquant.

## Biographie
Joueur maltais exemplaire, Étienne Barbara attend l'âge de 26 ans pour tenter sa chance hors de son île natale. Il rejoint le SC Verl, club allemand de Regionalliga Ouest (D4). Il est libéré de son contrat après une seule saison en Allemagne en raison d'une absence injustifiée. Il retourne alors à Malte après un essai infructueux en Angleterre avec le Sheffield Wednesday FC.
Le 25 février 2010, il rejoint les Carolina Railhawks en USSF D2 Pro League (D2 nord-américaine) où il devient le meilleur buteur de l'équipe. La saison suivante, il est le meilleur buteur avec 20 unités de la toute nouvelle NASL.

## Carrière internationale
Barbara débute en sélection nationale en 2004 à l'occasion des éliminatoires du championnat d'Europe de football 2004.

## Palmarès
- Meilleur buteur de la NASL en 2011